# ふるけいこ
ふる けいこ（1982年1月13日 - ）は、吉本興業主催のJd'よりアストレス一期生としてデビューした日本の元プロレスラー、タレント。本名：古田 圭子。

## 人物
- 愛知県出身。
- 身長153cm、体重38kg。血液型はB型
- 幼少時代をアメリカのカリフォルニアで過ごし、帰国後はインターナショナルへ通う。
- 18歳の頃にアストレスをやりながら上智大学比較文化学部に通う。
- PRIDEのインターネット番組『PRIDEひかり道』でMCを2年強務めていたことがあり、格闘技には詳しい。
- ばんえい競馬の番組のMCなども務めていたことがある。
- 2005年8月から2007年3月までサンズエンタテインメントの所属タレントで構成されている芸能人女子フットサルチーム「carezza」で背番号「4」を着けて活動していた。2006年7月には小島くるみと交代し、チームのキャプテンとなった。
- 2007年現在、M.O.T.H.（モース）に所属。
- Sキャラトークで魅了する。